# Коливанське
Колива́нське (рос. Колыванское) — село у складі Павловського району Алтайського краю, Росія. Адміністративний центр Коливанської сільської ради.

## Населення
Населення — 1430 осіб (2010; 1622 у 2002).
Національний склад (станом на 2002 рік):
- росіяни — 94 %